# Bieg po kawałek chleba
Bieg po kawałek chleba – zdjęcie wykonane w 1992 roku w Somalii podczas operacji wojskowej „Przywrócić nadzieję”. Autorem zdjęcia jest francuski fotoreporter Joël Robine. Powstało ono 25 km od Baidoi.
Fotografia przedstawia biegnącego małego chłopca trzymającego chleb oraz francuskiego legionistę z bronią, który czuwał nad tym, by konwój bezpiecznie dotarł do potrzebujących.
Zdjęcie uhonorowano nagrodą World Press Photo w kategorii „Children’s Award” (tłum. nagroda dzieci) za 1992 rok.
Nie wiadomo, co stało się z głównym bohaterem zdjęcia – małym chłopcem biegnącym po jedzenie.